# Copa Rio Sub-17
Copa Rio Sub-17 é a competição entre os times de futebol na categoria sub-17 do estado do Rio de Janeiro, Brasil, organizada, coordenada e administrada pela FFERJ, autorizada pela CBF, e é disputada pelos clubes convidados, a critério exclusivo da FFERJ, obedecendo às normas do Regulamento Geral das Competições da FERJ (RGC) e as constantes deste REC, tendo como finalidade incentivar o desenvolvimento da categoria Sub 17 em âmbito nacional.

## Edições
A Copa Rio Sub-17 começou a ser disputado em 1986.
| Nº | Ano  | Campeão                    | Observações |
| -- | ---- | -------------------------- | ----------- |
| 1  | 1986 | Flamengo (1)               |             |
| 2  | 1987 | Corinthians (1)            |             |
| 3  | 1988 | Atlético Mineiro (1)       |             |
| 4  | 1989 | Botafogo (1)               |             |
| 5  | 1990 | Botafogo (2)               |             |
| 6  | 1991 | Flamengo (2)               |             |
| 7  | 1992 | Botafogo (3)               |             |
| 8  | 1993 | Santa Tereza (1)           |             |
| 9  | 1994 | Vasco da Gama (1)          |             |
| 10 | 1995 | Desportiva Ferroviária (1) |             |
| 11 | 1996 | Flamengo (3)               |             |
| 12 | 1997 | Vasco da Gama (2)          |             |
| 13 | 1998 | Flamengo (4)               |             |
| 14 | 1999 | Botafogo (4)               |             |
| 15 | 2000 | Flamengo (5)               |             |
| 16 | 2001 | Fluminense (1)             |             |
| 17 | 2002 | Vasco da Gama (3)          |             |
| 18 | 2003 | Atlético Mineiro (2)       |             |
| 19 | 2004 | Flamengo (6)               |             |
| 20 | 2006 | Fluminense (2)             |             |
| 21 | 2007 | Vasco da Gama (4)          |             |
| 22 | 2008 | Fluminense (3)             |             |
| 23 | 2009 | Fluminense (4)             |             |
| 24 | 2011 | Palmeiras (1)              |             |
| 25 | 2012 | Internacional (1)          |             |
| 26 | 2013 | Fluminense (5)             |             |
| 27 | 2014 | Fluminense (6)             |             |
| 28 | 2021 | Fluminense (7)             |             |
| 29 | 2022 | Vasco da Gama (5)          |             |
| 30 | 2023 | Flamengo (7)               |             |
| 31 | 2024 | Flamengo (8)               |             |